# Venceslava
Venceslava je žensko osebno ime.

## Izvor imena
Ime Venceslava je različica ženskega osebnega imena Venčeslava.

## Pogostost imena
Po podatkih Statističnega urada Republike Slovenije je bilo na dan 31. decembra 2007 v Sloveniji število ženskih oseb z imenom Venceslava: 39.

## Osebni praznik
Osebe z imenom Venceslava lahko godujejo takrat kot Venčeslava.